# 와타나베 아키오
와타나베 아키오(渡辺明夫, 1969년 7월 27일 ~ )는 일본의 애니메이터, 일러스트레이터, 캐릭터 디자이너, 감독, 감독, 동인 (문화) 예술가이자 서클 포코피(ぽこぴー)의 멤버이다. 필명은 포요욘♥록(ぽよよん♥ろっく)이다. 샤프트 (기업)에서 신보 아키유키와 함께 일했다. 대표작으로는 포포탄의 키 애니메이션, 간호사 마녀 코무기, 소울테이커, 이야기 (소설 시리즈)의 캐릭터 디자인 등이 있다.

## 작품

### '와타나베 아키오' 이름의 작품
- 에토타마
- 쏘아올린 불꽃, 밑에서 볼까? 옆에서 볼까? (2017년 영화)
- 그리자이아의 과실
- 쓰르라미 울 적에
- 매지컬 카난
- 이야기 (소설 시리즈)
- 프리티 리듬: 오로라 드림
- 역전세계의 전지소녀
- 신만이 아는 세계
- 헛소리 (시리즈)

### 컴퓨터 게임
- 그리자이아의 과실

### 기타
- 22/7 (아이돌 그룹)

### 애니메이션
- 포포탄

### 컴퓨터 게임
- AKIBA'S TRIP 2
- ToHeart2
- 퀸스 블레이드

### 트레이딩 카드 =
- 아쿠에이리언 에이지 TCG